# Парамахамса Вишвананда
Парамахамса Шри Свами Вишвананда (хинди परमहंस श्री स्वामी विश्वानंद; имя при рождении — Махадеосингх «Вишам» Комальрам; род. 13 июня 1978 г., Бо-Бассен — Роз-Хилл, Маврикий) — индуистский духовный лидер и учитель, основатель вайшнавского движения «Бхакти Марга». В настоящее время проживает в Германии, в своем основном ашраме Шри Пита Нилайя, недалеко от города Франкфурта.
Учение Вишвананды основано на концепции единого личного Бога, которого можно называть разными именами и который может принимать разные формы в зависимости от «индивидуальных религиозных отношений, которые человек устанавливает с Ним».
Центральной идеей этого учения является призыв преодолеть произвольные разделения и границы, связанные с религиозными и культурными традициями, и стремиться к «любви и преданному служению Божественному». Вишвананда утверждает, что высшим проявлением Бога является Любовь (Прем), и термин, используемый для обозначения этой Любви, — Нараяна. Это обозначение означает сущность божества, которая обитает во всех вещах, а так же объемлет все вещи внутри себя.
Парамахамса Вишвананда разработал различные духовные практики и основал множество ашрамов и центров по всему миру. Он первый человек в Европе, удостоенный титула «Махамандалешвар». Он также был награждён премией «Бхарата Гаурава» «за выдающиеся достижения» от палаты парламента Великобритании и «Полюсом мира» организацией The World Peace Prayer Society «за выдающиеся достижения мира во всем мире за последние 20 лет».

## Биография
Парамахамса Вишвананда родился 13 июня 1978 года в семье индусов Киссан и Бинду на Маврикии, небольшом островном государстве в Индийском океане. Его семья принадлежит к древней брахманской линии Бхарадваджа-Готра. Следуя индуистской традиции, при рождении ребенка они отвели его к священнику, чтобы тот прочитал астрологическую карту. Священник дал ему имя Махадеосингх Комалрам (на хинди महादेवसिंह कोमलराम). В детские годы свое время он проводил в молитвах, посещении храмов и совершении религиозных ритуалов. В пятилетнем возрасте ему впервые явился его гуру, Махаватар Бабаджи, когда он попал в больницу из-за употребления ядовитых ягод. В своих рассказах об этом переживании Вишвананда описывает, что именно тогда он увидел «Свет своего истинного Я, который был ярче солнца».
Вишвананда любил проводить время за пением религиозных песен, что вдохновляло его друзей детства участвовать в религиозном поклонении. В возрасте 14 лет он впервые испытал самадхи — глубокое медитативное йогическое состояние полного погружения. В 1994 году, в возрасте 16 лет, он бросил школу и начал путешествовать по Индии, Кении. Когда ему было 19 лет, он впервые посетил Европу, где, по его словам, ему явилась Божественная Мать и «попросила его поселиться в Европе». К нему стали приходить многие духовные искатели «за советом и благословением».
В 2001 году Вишвананда начал давать благословения (даршан), которые продолжает давать и по сей день. В 2004 году, в возрасте 26 лет, открыл свой первый ашрам в Германии, в небольшой деревне Штеффенсхоф.
В 2005 году Вишвананда основал сообщество «Бхакти Марга» (бхакти означает «любовь и преданность», марга значит «путь»). В то время сообщество вдохновлялось учениями и писаниями различных религий. Позже сообщество стало ориентироваться исключительно на индуистскую культуру шри-вайшнавизма. В основе этого движения лежит идея использования различных индуистских традиций и практик «для развития любовных отношений с Божественным». С тех пор Парамахамса Вишвананда основал множество храмов и ашрамов по всему миру, а также группы «Бхакти Марга» в более 80 странах, включая на Маврикии, в Италии, Португалии, Франции, Южной Африке, Германии, Бразилии, Великобритании, США, Швейцарии, Аргентине и других местах.
В 2006 году Вишвананда инициировал первую группу индуистских и монахинь, называемых брахмачари и брахмачарини, а в 2008 году он инициировал первых религиозных лидеров движения, именуемых свами и свамини
В 2008 году Вишвананда принял посвящение (дикша) в шри-сампрадаю от Шри Ведавьясы Рангараджа Бхаттара в Шрирангаме (Индия). Однако, несмотря на приверженность многим принципам шри-сампрадаи, в 2021 году он решил основать собственную сампрадаю под названием Хари Бхакта-сампрадая (подробнее см. внизу статьи).
В 2008 году он открыл еще один ашрам в Германии, Шри Пита Нилая, расположенный в небольшой деревне Шпринген, недалеко от Франкфурта. Этот ашрам был посвящен в первую очередь божественному аспекту Лакшми Нараяны и впоследствии расширился за счет новых храмов, посвященных Нарасимхе, Раме, Радхе-Кришне, Бабаджи и Раманудже. В 2013 году во время Маха Кумбха Мелы он впервые лично выступил посредником между вайшнавами и шайвами. В 2014 году он открыл новый ашрам в честь бога Рамы в городе Рига (Латвия), возглавляемый Свами Шараддха, и назвал храм Сатчитананда Виграха Рамачандра.
 
В 2015 году им был основан «Just Love Festival» — международный фестиваль индуистской музыки и веганской еды, посвященный «продвижению любви и позитива в обществе».
В том же 2015 году Вишвананда получил титул Махамандалешвар во время Кумбха Мела в Насике (Индия).
11 июля 2015 года Вишвананда был награжден «Полюсом мира» (на англ. Peace Pole) организацией The World Peace Prayer Society «за выдающиеся достижения мира во всем мире за последние 20 лет».
С 13 июня 2016 года, Вишвананда начал официально использовать свое полное имя — Парамахамса Шри Свами Вишвананда, или сокращенно — Парамахамса Вишвананда. В июле того же года Парамахамса Вишвананда получил премию Бхарата Гаурава «за выдающиеся достижения» от британской палаты парламента.
В декабре 2016 года, испытывая быстрый рост своей миссии, он отправился в Индию с группой свами и свамини, чтобы открыть свой новый ашрам Шри Гирдхар Дхам во Вриндаване (Индия). Ашрам посвящен Ямуне Махарани и Гиридхари.
В апреле 2020 года Вишвананда представил своим последователям и преданным новую мула-мантру своей сампрадаи - «Шри Виттала Гиридхари Парабрахмане Намаха». Мантра призывает к защите и любви. До 2020 года основной мантрой его последователей была «Ом Намо Нараяная».
В августе 2021 года Вишвананда открыл еще один ашрам в Германии, Шри Виттал Дхам, расположенный в отеле рядом с озером в Реймбольдсхаузене, Кирххайм. В июне 2023 года он открыл храм в честь Витталы (одна из форм бога Кришны). За это время он открыл множество других ашрамов, таких как Виттхала Пандоренга (Аргентина, 2020 г.), Виттхала Кшетра (Италия, 2022 г.), Ашрам Шри Ниваса (Великобритания, 2022 г.), Виттхал Девалаая (Франция, 2023 г.), Шри Шри Радха Гиридхари (Бразилия, 2023 г.), Ашрам Паранитья Нарасимаха (США, 2023 г.) и другие.
24 июля 2021 года, во время седьмого фестиваля «Just Love Festival», Вишвананда объявил об основании своей собственной сампрадаи под названием Хари Бхакта Сампрадая, которая независима от шри-сампрадаи. Несмотря на то, что Парамахамса Вишвананда в целом распространял учения и практики Рамануджачарьи с момента его инициации в шри-сампрадаю, многие другие подходы и действия были внесены из других источников, включая самого Вишвананду. В этом контексте сообщество «Бхакти Марга» подчеркнуло: «Многое из того, чему преданные научились и практиковали, остается неизменным. Однако наличие собственной сампрадаи означает, что мы независимы от любого другого движения или традиции. Все наши философские убеждения, ритуалы, правила и духовная садхана исключительно одобрена и согласована с Гуруджи и Его учением».
В 2022 году удостоен награды журнала Start Up India «Революционный гуру 2022» вместе с другими выдающимися личностями. В июне 2023 года Вишвананда открыл свой самый большой храм Шри Виттхал Дам Мандир в Германии в честь Рукмини, Виттхала, Гаруда, Бабаджи, Шри Виттхала Гиридхари Парабрахмане Намаха и Гаятри.

## Имена
Полное имя и титул Парамахамсы Вишвананды — Махамандалешвар 1008 Парамахамса Шри Ведавьяса Рангарадж Бхаттар Шри Свами Вишвананда. Каждая часть имени имеет свое значение.
- Махамандалешвар или Маха Мандалешвар (хинди महामंडलेश्वर) — это имя было присвоено Вишванандой в 2015 году во время Кумбха Мела в Насике. Дословно оно переводится как «настоятель великих и / или многочисленных монастырей» или «настоятель религиозного округа или провинции» (маха —  «великий», мандала —  «район», ишвара — «глава», «правитель»). Нирмохи Акхара, духовное правительственное учреждение, расположенное в Айодхье и состоящее из нескольких индуистских лидеров и монахов, присвоило это звание Вишвананде. Этот титул присваивается тем, кто проявил «выдающееся лидерство и сохраняет индуистский образ жизни»[1][25]. Все четыре главы вайшнавских сампрадай присутствовали на его инициации. Он является первым духовным лидером в Европе, получившим данный титул[15][26].
- 1008 — число 1008 имеет символическое значение в духовных достижениях. В индуизме и буддизме число 108 считается священным, отражая различные аспекты человеческого существования. Присвоение числа 1008 придает еще большую значимость и высокую честь, указывая на великие духовные достижения[27].
- Парамахамса (хинди परमहंस) — этот титул был дан Вишвананде его садгуру Махаватаром Бабаджи, но Вишвананда начал использовать его только в 2016 году. Парамахамса — это высший уровень духовного развития, на котором санньяси достигает единения с «высшей реальностью». В переводе это слово означает «Высший лебедь» (состоит из парама, означающего «высший» или «трансцендентный», и хамса, означающего «лебедь или дикий гусь»)[28][29][30].
- Шри Ведавьяса Рангарадж Бхаттар (хинди श्री वेदव्यास रंगराज भट्टर) — это имя Шри-Вайшнавского ачарьи, который посвятил Вишвананду в Шри-Сампрадаю в 2008 году. Согласно традиции своей парампары, он даровал свое имя Вишвананде при посвящении.
- Шри Свами Вишвананда (хинди श्री स्वामी विश्वानंद) — это имя, которое, по утверждению Вишвананды, было дано ему в 2001 году Махаватаром Бабаджи. Имя Вишвананда означает «вселенское блаженство». Многие издания его книг и другие его произведения публиковались под этим именем.

## Движение «Бхакти Марга»
Парамахамса Вишвананда является основателем вайшнавской организации «Бхакти Марга», которая была основана в 2005 году. В переводе бхакти означает «любовь и преданность», марга — «путь». Община следует учениям Парамахамсы Вишвананды, которые связаны с практикой бхакти-йоги. Учения сосредоточены вокруг развития «любовной преданности к Богу» и на учениях таких писаний, как Шримад Бхагавад-гита, Шримад Бхагаватам, Шандилья Бхакти Сутра и Нарада Бхакти Сутра. тантрические практики, такие как медитация Шри-Янтры и пуджа, также распространены в сообществе. Кроме того, община черпает вдохновение из жизни и творчества Святых, через духовные беседы (сатсанг) и книг, написанных Вишванандой.

### Монастырская и немонашеская община
Основу общины составляют женатые люди (грихастхи), а также монахи и монахини (брахмачари и брахмачарини). Обычно они проживают в ашрамах и общинах, хотя есть также преданные и последователи, разбросанные по всему миру. Сообщество занимается такими практиками, как медитация и совместные молитвы. По мнению Вишвананды, независимо от того, являетесь ли вы монахом или человеком, ориентированным на семью, важно направить свое внимание на Бога.

### Порядок
Вишвананда, являясь ачарьей-основателем Хари Бхакта Сампрадаи, проводит посвящения в монахов (брахмачари) и монахинь (брахмачарини), риши, свами и свамини. Каждый уровень инициации требует определенного образа жизни и/или роли. Риши и свами обязаны передавать учение Кришны и Парамахамсы Вишвананды. Свами являются его представителями, которые несут его благословение в других странах. Первое посвящение брахмачари состоялось в 2006 году, а первое посвящение свами – в 2008 году. Сегодня в движении насчитывается 32 свами и свамини, 16 риши и ришиков и 350 монахов.

### Храмы и ашрамы
Вишвананда основал множество храмов и ашрамов по всему миру, а также группы «Бхакти Марга» в более 80 странах. Ашрамы являются духовными центрами, где практикуются различные аспекты йоги и «преданности к Божественному», а также жизнь в отречении. Ашрамы, основанные Вишванандой, служат местом для духовных практик. Большинство индуистских праздников отмечаются в ашрамах. Обычно они располагаются в укромных и спокойных местах, позволяя посетителям погрузиться в медитацию и контемпляцию. Санскритские молитвы и мантры ежедневно поются в храмах Бхакти Марга. В каждом ашраме «Бхакти Марга» есть как минимум один храм, в котором обитают несколько божеств. Главный ашрам  — это Шри Пита Нилая в Таунусе, Гессен (Германия). По состоянию на 2023 год община насчитывает 14 существующих и действующих ашрамов по всему миру и 3 в стадии разработки. Также функционируют 41 храмов и 6 строящихся.

### Паломничества
С 2006 года Вишвананда совершил 69 паломничеств к различным святым местам, в том числе в Индии, Европе и Африке.

### Праздники и мероприятия
Все основные индуистские события отмечаются в храмах и общинах «Бхакти Марга» по всему миру. В зависимости от события соблюдаются разные обычаи и традиции. Большинство мероприятий состоят из пудж, абхишекам, яндж и калаш-пудж, сопровождаемые духовной музыкой и танцами. Основными событиями, отмечаемыми в «Бхакти Марге», являются Шиваратри, Васанта-наваратри, Рама-навами, Хануман-джаянти, День явления Парамахамсы Шри Свами Вишвананды (также его день рождение), Гуру-пурнима, Кришна-джанмаштами, Ганеша-чатуртхи, Радхаштами, Наваратри, Фестиваль «Just Love», День Бабаджи, Чатурдаши, Картика Пурнима, Дивали и другие.

### Just Love Festival
«Just Love Festival» — это индуистский  фестиваль, организуемый движением «Бхакти Марга», посвященный «позитивности и возвышению» и «связи с божественным».  Фестиваль был основан в 2015 году и ежегодно проходит в Шри Пита Нилая (Германия), главном ашраме «Бхакти Марги». Продолжительность фестиваля варьируется от трех до десяти дней. На фестивале Just Love выступают музыкальные коллективы, представляющие разнообразные жанры духовной музыки. Выступления в основном состоят из бхаджанов и киртанов (традиционных религиозных песен), но с уникальными интерпретациями, включающими различные музыкальные стили.
Мероприятие обычно проводится летом. Фестиваль Just Love включает в себя различные мероприятия, в том числе выставки декоративно-прикладного искусства, занятия йогой и медитацией, базар, где можно приобрести разнообразные товары и услуги, веганский обеды, церемониальные ритуалы, такие как костры, и индуистские молитвы. Также проводятся образовательные лекции и семинары, которые ведут преподаватели из «Бхакти Марги». В 2022 году фестиваль также прошел на Маврикии. Кроме того, с 2021 года «уменьшенная» версия фестиваля проходит во втором ашраме Германии, Шри Виттал Дам, под названием «Holy Lake Festival».

## Философия и учения
Учение Вишвананды основано на идее о том, что Бог является единым и личным: Его можно называть разными именами и обращаться к нему в разных формах, которые Он принимает в разное время, в соответствии с «уникальными религиозными отношениями, которые человек строит с Ним». Это учение призывает людей преодолеть границы и разделения, связанные с религиозными и культурными традициями, и стремиться к единению с Божественным. Он также утверждает, что высшей формой Бога является Любовь, а имя — Нараяна-Кришна. В рамках своего учения Вишвананда проводит духовные беседы, известные как сатсанги.

### Даршаны
Вишвананда также проводит даршаны. Термин даршан происходит от санскритского слова даршана, что означает «зрение», «видение» или «видимость». По состоянию на 2022 год, Вишвананда провел 331 даршан в 46 странах и 220 городах, где около 133 000 человек получили его благословение. Когда пандемия COVID-19 ограничила физические собрания, Вишвананда разработал другой способ давать даршаны: он начал использовать онлайн-платформы, чтобы продолжать давать благословения людям во всем мире. С 2020 по 2022 год было проведено 385 онлайн-даршанов, в которых приняли участие более 288 000 человек.

### Учения и традиции
Хари Бхакта Сампрадая — это религиозная система традиций, в которой особое внимание уделяется четырем направлениям преданности, основанным на ритуалах, музыке, знании и искусстве, и определяется как «путь для тех, кто любит Бога».
Последователи верят в Нараяну-Кришну как в верховное божество и следуют методам, которые приближают их к Нему, например, следуя указаниям духовного учителя и преданному служению посредством ритуалов, музыки и танцев. Они также придерживаются вегетарианства и все больше переходят в веганство, проявляют смирение, уважение и сострадание ко всем живым существам, в сочетании с этим практикуют технику медитации под названием Атма Крия Йога, направленную на «достижение единства тела, ума и духа» посредством различные дыхательные техники, медитация и физические упражнения, а также «милость Махаватара Бабаджи» (или Шактипат)..

### Вайшнавский ачарья
Вишвананда является вайшнавским ачарьей в Хари Бхакта Сампрадае, которую он основал в 2021 году. Термин «ачарья» (санскр. आचार्य) означает «почтенный учитель» и присваивается тем, кто является примером для последователей духовной линии.

## Духовные практики
Согласно учению Вишвананды, вечная любовь и преданность Богу (бхакти) достигаются по милости Бога. Это требует подчинения своей фальшивой личности, или эго, воле Бога, с благодарностью и принятием. Для развития этого отношения Вишвананда использует множество техник, таких как джапа (повторение мантр), коллективные молитвы в храмах, чтение и изучение Бхагавад-гиты, прослушивание сатсангов (духовных речей), севы (самоотверженное служение), Атма крийя-йога, киртан (религиозные песни), сандхи(сообщество, предлагающее поддержку единомышленников) и ритуалы, такие как пуджа или абхишекам.

### Атма Крийя Йога
Вишвананда является мастером крийя-йоги в традиции Махаватара Бабаджи, обучая своей собственной версии техники, называемой Атма крийя-йогой , которую, по его словам, ему дал Махаватар Бабаджи. В переводе с санскрита атма означает «душа»; кри означает «действие»; йа означает «осознание». Атма крийя-йога первоначально называлась Бхакти Крия и впервые была преподавана Вишванандой весной 2007 года. В ноябре 2008 года, во время первого тренинга для учителей, название было изменено на Атма крийю-йогу.
Атма крийя-йога состоит из 15 техник (16 включая Шактипат). Эти техники состоят из мантры, медитации, пранаямы, исцеления, асан, мудры и других. 14 из 15 техник основаны на девяти формах бхакти, упомянутых в таких писаниях, как Рамаяна и Шримад-Бхагаватам. Каждая из этих техник развивает одну форму бхакти. Кроме того, существует рекомендуемый порядок практики и преподавания Атма Крия йоги, основанный на порядке бхакти.
Существует пять уровней Атма крийя-йоги. На данный момент Вишвананда передал своим последователям только 3 уровня (3-й уровень для очень небольшой избранной группы), утверждая, что они еще не готовы к следующим уровням. Парамахамса Вишвананда описывает Атма крийя-йогу как «технику, которая учит познанию своего Я, данную Махаватаром Бабаджи. Атма крийя означает делать все с осознанием Атмана. В этой реализации вы осознаете единство всего и свое единство с самим Богом».

### Джапа
«Джапа» — это санскритский термин, обычно используемый в индуистских и буддийских традициях для обозначения повторения или произнесения мантры, молитвы или божественного имени. Это медитативная практика, при которой определенное слово, фраза или звук повторяется про себя или вслух. Считается, что джапа оказывает глубокое духовное и психологическое воздействие, поскольку повторение помогает сосредоточить ум, развить внимательность и установить более глубокую связь с божественным или намеченной целью практики. Повторное чтение можно выполнять с помощью четок, четок или просто посредством мысленного повторения. Джапа является фундаментальным аспектом различных духовных путей и используется для достижения духовного роста, внутреннего мира и самореализации.
Последователи и преданные Вишвананды используют мантры «Ом Намо Нараяная» и «Шри Виттхала Гиридхари Парабрахмане Намах».

### Ом-чантинг
Ом-чантинг - почитаемая духовная практика, встречающаяся в различных традициях и культурах, включает в себя многократное произнесение священного звука «ОМ». Эта древняя техника представляет собой метод коллективной медитации, основанный на повторении звука ОМ. Служа мантрой для медитации и сосредоточения, люди часто принимают медитативную позу, закрывают глаза и погружаются в резонанс мантры ОМ. Целью практики является очищение и выравнивание внутренней энергии, рассеивание негатива, гармонизация эмоций, балансировка чакр (энергетических центров) и укрепление связи с высшим сознанием. Эта практика интегрирована в рамки Атма Крия Йоги.
В рамках групповых занятий ОМ Чантинга участники образуют два круга. Те, кто находится во внешнем круге, смотрят внутрь, а те, кто находится во внутреннем круге, — наружу. Коллективное пение ОМ длится от 30 до 45 минут, в течение которых участники дважды меняют позиции, облегчая включение всех во внутренний круг.

### Бабаджи Сурья-намаскара
«Сурья-намаскара» — это комплекс упражнений йоги, сочетающий в себе асаны с определенным порядком вдоха и выдоха (пранаямы)), а также мантры и медитацию.
Вишвананда добавил к имени префикс «Бабаджи», чтобы отличить его от других практик «Сурья-намаскар». По его словам, «Бабаджи Сурья-намаскара» не похожа ни на одну другую «Сурья-намаскар», поскольку он представляет собой сочетание приветствия Солнцу и Луне («Чандра-намаскара») и является частью данных техник Атма Крия йоги, данных, по его мнению, его гуру Махаватаром Бабаджи.

### Мудра
Мудра (санскр. मुद्रा) — это практика, включающая использование жестов, поз и символов, выполняемых руками и телом, для «контроля энергии и сознания». По словам Вишвананды, это очень простые, но мощные техники йоги. Они работают с той энергией, которая уже есть внутри нас. Они очищают нас и развивают качества, которые нам нужны в данный момент. Многие из них соответствуют определенным божествам или мантрам.
Мудра означает «жест, знак или печать». Другое значение слова мудра имеет корни в санскрите. Слово «Мудраве» означает «вызывать внутренний свет». Другими словами, мудра — это жест, проявляющий внутренний свет. Некоторые мудры охватывают все тело, но большинство из них выполняются руками и пальцами. Именно поэтому их еще называют «Йогой для рук».

### Шри Янтра Медитация
Янтра — это древний инструмент для медитации, который можно использовать для сосредоточения ума и связи с Божественным. Шри-янтра считается одной из самых мощных и эффективных янтр, поскольку она содержит силу всего творения. Шри-янтра использовалась на протяжении тысячелетий для привлечения духовного и материального богатства, поддержания физического, эмоционального и психического благополучия и очищения окружающей среды.

### Избранные работы
Вишвананда является автором книг и комментариев к основным ведическим текстам, включая «Бхагавад-гиту», «Гуру-гиту», «Шримад-Бхагаватам», «Гопи-гиту», «Мукунда-мала-стотрам», «Нарада-бхакти-сутру» и другие. Труды Вишвананды написаны на английском языке и затем переведены на различные иностранные языки, включая голландский, итальянский, немецкий, португальский, украинский, французский, хорватский и другие.
На английском
- Talks 2005 (англ.). — 2008. — P. 120. — ISBN 978-3940381033.
- Just Love: Questions & Answers (англ.). — 2012. — Vol. 1. — P. 230. — ISBN 978-3940381316.
- Just Love: Questions & Answers (англ.). — 2012. — Vol. 2. — P. 200. — ISBN 978-3963430381.
- Just Love: Questions & Answers (англ.). — 2012. — Vol. 3. — P. 204. — ISBN 978-3963430435.
- Just Love: The Essence of Everything (англ.). — 2012. — Vol. 1. — P. 340. — ISBN 9783940381194.
- Just Love: The Essence of Everything (англ.). — 2012. — Vol. 2. — P. 344. — ISBN 9783940381200.
- Just Love: The Essence of Everything (англ.). — 2012. — Vol. 3. — P. 416. — ISBN 9783940381224.
- Inspiration:Timeless Stories of Divine Love (англ.). — 2015. — Vol. 1. — ISBN 978-3963430206.
- Sri Guru Gita: Commentary on the great mysteries of the Guru-disciple relationship (англ.). — 2015. — P. 324. — ISBN 978-3940381439.
- Sri Gopi Gita (англ.). — 2016.
- The Essence of Shreemad Bhagavatam (англ.). — 2016. — ISBN 978-3940381521.
- Shreemad Bhagavad Gita: The Song of Love (англ.). — 2016. — P. 988. — ISBN 9783963430008.
- Giridhari: The Uplifter of Hearts (англ.). — 2016. — P. 112. — ISBN 978-3940381606.
- Divine Mother: The Way Back to Divinity (англ.). — 2017. — P. 172. — ISBN 978-3940381620.
- Guru: The Rarest Life Treasure (англ.). — 2017. — P. 168. — ISBN 978-3940381613.
- Sri Hanuman Chalisa: Commentary on the Praises to the Eternal Servant (англ.). — 2018. — P. 124. — ISBN 9793963430152.
- Maha Lakshmi: The Secret of Prosperity (англ.). — 2019. — ISBN 978-3963430343.
- Just Love: A Journey into the Heart of God (англ.). — 2021. — P. 424. — ISBN 978-3963430770.
- Mukunda-mālā-stotram: Commentary on Kulaśekhara Alvar's Offering of Love and Surrender (англ.). — 2021. — P. 163.
- Bhagavad Gita: Essentials (англ.). — 2021. — P. 308. — ISBN 978-3963430831.

На русском
На русский язык были переведены следующие произведения: 
- Только Любовь. Путешествие в сердце Бога. — 2021. — С. 435.
- Только Любовь. Истинная суть всего. — Москва, 2012. — Т. 1. — С. 360. — ISBN 978-5-901956-63-2.
- Только Любовь. Истинная суть всего. — Москва, 2013. — Т. 2. — С. 346. — ISBN 978-5-901956-66-3.
- Только Любовь. Истинная суть всего. — Москва. — Т. 3. — С. 437.
- Только Любовь. Вопросы и ответы. — Россия, 2013. — Т. 1. — С. 348. — 1000 экз. — ISBN 978-5-901956-63-4.
- Только Любовь. Вопросы и ответы. — Россия, 2015. — Т. 2. — С. 234. — ISBN 978-5-0053-666.
- Шри Гуру-гита. Комментарий к великому таинству отношений между Гуру и учеником. — Россия.
- Шри Гопи-гита. Песнь тоскующих сердец. — Россия.
- Хануман Чалиса басья. — Россия, 2015. — С. 83. — ISBN 978-5-0053-668.

### Заметки
1. ↑  не следует путать с бхакти маргой, духовной практикой в классическом индуизме